# Elektromos fűtőkészülék
Az elektromos fűtőkészülékek a hőleadásuk fizikai elve alapján nem jelentenek egységes csoportot. Vannak közöttük hősugárzással (radiációval) és hőáramlással (konvekcióval)  hőt leadó készülékek.

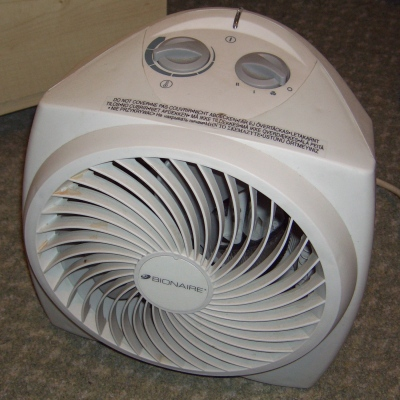
Hordozható hősugárzó

## Ventilátoros hősugárzó, hőlégbefúvó
A hősugárzó egy hőfejlesztő berendezés, amely egy ventilátor segítségével működik. A beépített több fokozatban bekapcsolható izzószálon a ventilátor áthajtja a levegőt. Így a készülék felmelegíti a levegőt, és amikor eléri a beállított hőmérsékletet, a benne található termosztát kikapcsolja. Ezek a készülékek túlmelegedés elleni védelemmel is el vannak látva. A ventilátorral ellátott hőfejlesztők zárt térben gyorsan felfűtik a helyiséget a ventilátor nélküliekhez képest, de mint minden mozgó eszköz, a ventilátor is létrehoz egy bizonyos nagyságú hallható zajt.

## Olajradiátor

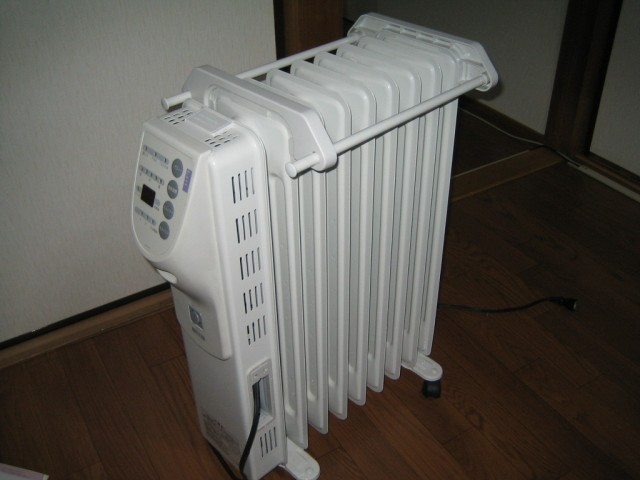
Szobai olajradiátor

Az olajradiátorok olyan fűtőberendezések, ahol az elektromos fűtőtekercsekkel olaj közeget melegítenek fel. Az olaj előnye hogy nem okoz korróziót, jó elektromos szigetelő, és a forráspontja is magas. Az olajradiátorok konvekciós, áramlásos hőleadással adják le a hőt, tehát a környező levegőt melegítik fel, és az cirkulál a helyiségben. Ennek és a központi cirkófűtéshez képest alacsonyabb teljesítményüknek betudhatóan lassabban melegítik fel a helyiséget, az olaj hőtároló képességének köszönhetően viszont a lekapcsolás után még adnak át hőt a környezetüknek.

## Infravörös hősugárzó

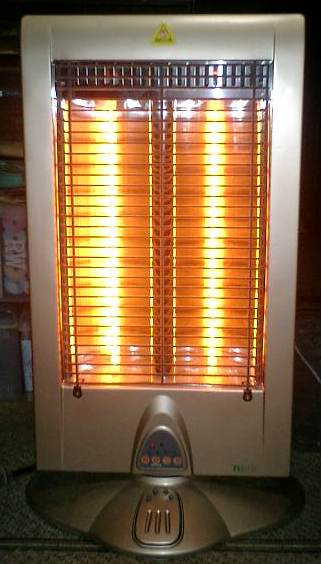
Infra hősugárzó, kvarc csövekkel

## Konvektor, hőtárolós kályha

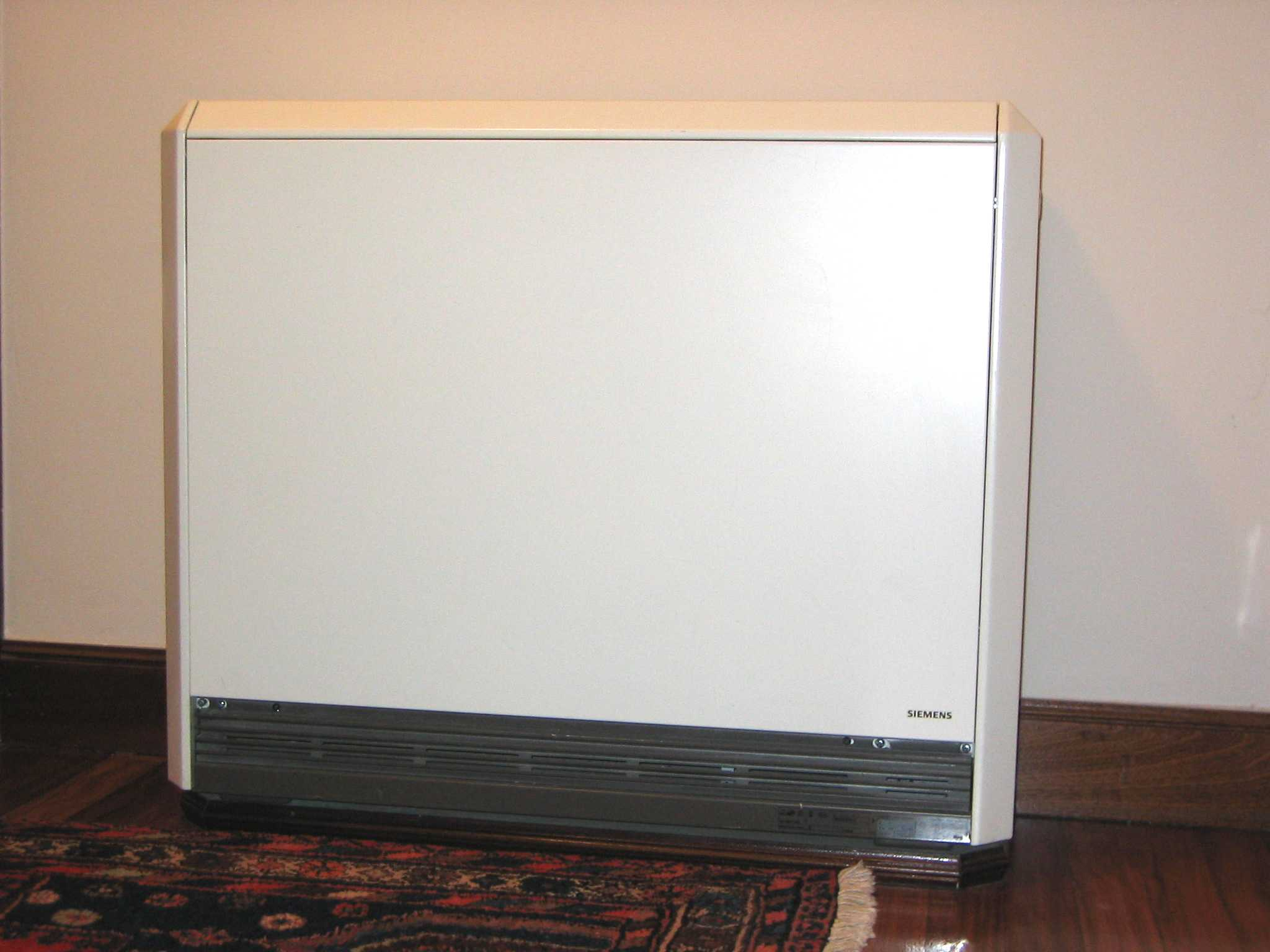
Hőtárolós fűtőtest.

## Split klíma, hőszivattyú
Klímával, hőszivattyúval fűteni rendkívül hatékony más elektromos fűtőberendezésekkel szemben. Míg egy hősugárzó vagy olajradiátor 1 kW elektromos áramból körülbelül 1 kW fűtőteljesítményt képes előállítani, a hőszivattyúk akár 4-5x hatékonyabbak. Ezzel alapvetően jelentős összeget lehet a villanyszámlából megspórolni, tekintve, hogy H-tarifás mérőegység kiépítését lehet a legtöbb berendezés mellé igényelni. Ennek előnye, hogy október 15 és április 15 között 38-50% kedvezményt kapunk a hőszivattyú működésére felhasznált áramra. 
A legtöbb split klíma berendezés legalább -10°C-ig képes fűtésre, de vannak kifejezetten erre a célra kialakított klímák is, amelyek -20°C külső hőmérséklet mellett is képesek meleget varázsolni otthonunkba. Fontos tény, hogy fűtés üzemmódban nem a beltéri egységnél alakul ki kondenzvíz, hanem a kültéri egységnél. Ha a kültéri egységből kondenzvíz csöpög fűtés üzemmódban, az normális, ha ez a víz nem távozik a készülékből, az problémákat okozhat.
A legtöbb készülék aljába be van építve egy fűtőszál ami meggátolja a készülék eljegesedését, és segíti a kondenzvizet távozni annak burkolatából. Ha a készülék rossz helyen van a víz csöpögés szempontjából, és szükséges elvezetni a kondenzvizet, egy felxibilis vagy pvc cső által, megvan annak az esélye, hogy a csőbe fagy meg a víz. Ezt el lehet kerülni, ha a kültéri egységhez beszerelünk egy külön termosztátot, a csőbe pedig egy vékony fűtőszálat. A fűtőszál a termosztátnak köszönhetően nem fog feleslegesen működni, csak ha fagypont alá esik a hőmérséklet. Ez az energia fogyasztást sem fogja jelentősen növelni, viszont ha a készülékünkből el tud távozni a kondenzvíz, ez nagyban elősegíti a leolvasztási ciklus megrövidülését. Leolvasztáskor a klíma egy pár percre kikapcsol fűtés üzemmódból és a kültéri egységre gyülemlett fagyos vizet próbálja lecsöpögtetni az elpárologtatóról.